# أنتوني نيومان (لاعب كرة قدم أمريكية)
أنتوني نيومان (بالإنجليزية: Anthony Newman) هو لاعب كرة قدم أمريكية أمريكي، ولد في 21 نوفمبر 1965 في مدينة بيلينغام في الولايات المتحدة.

## وصلات خارجية
- أنتوني نيومان على موقع مرجع كرة القدم المحترفة.كوم (الإنجليزية)